# Шлоссберг (гора, Фрайбург)
Шлоссберг (нем. Schlossberg) — возвышенность высотой в 456 метров, расположена в лесистой местности к востоку от исторической части города Фрайбург.
Холм получил название по замку Фрайбург, разобранному в XVIII веке. Известен панорамными видами на все части города и его окрестности. Подъём на гору происходит по круговой дороге вокруг горы либо по пешеходному мостику.
По пути подъёма расположены: рестораны под открытым воздухом и непосредственно внутри, смотровые и детские площадки.